# Riola Sardo
Riola Sardo – miejscowość i gmina we Włoszech, w regionie Sardynia, w prowincji Oristano.
Według danych na rok 2004 gminę zamieszkiwało 2126 osób, 44,3 os./km². Graniczy z Baratili San Pietro, Cabras, Narbolia, Nurachi i San Vero Milis.